# Henry Paget (1. markiz Anglesey)

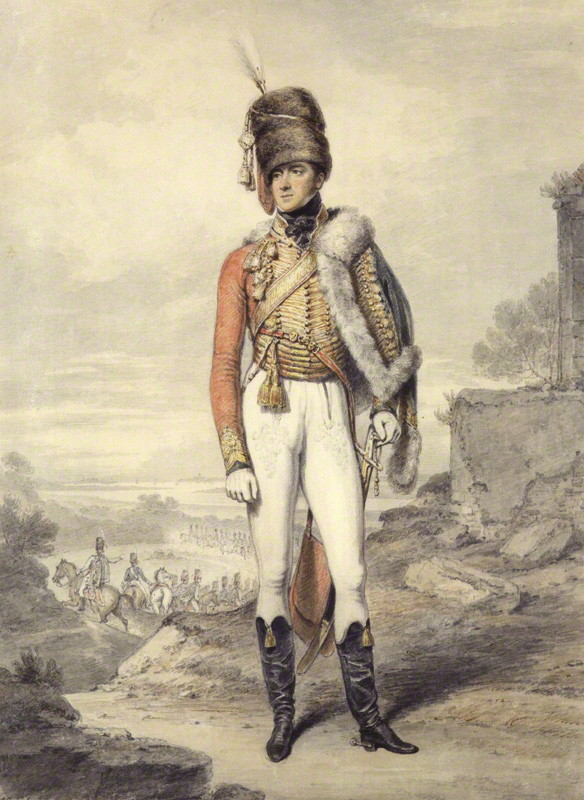
Henry William Paget, 1. markiz Anglesey

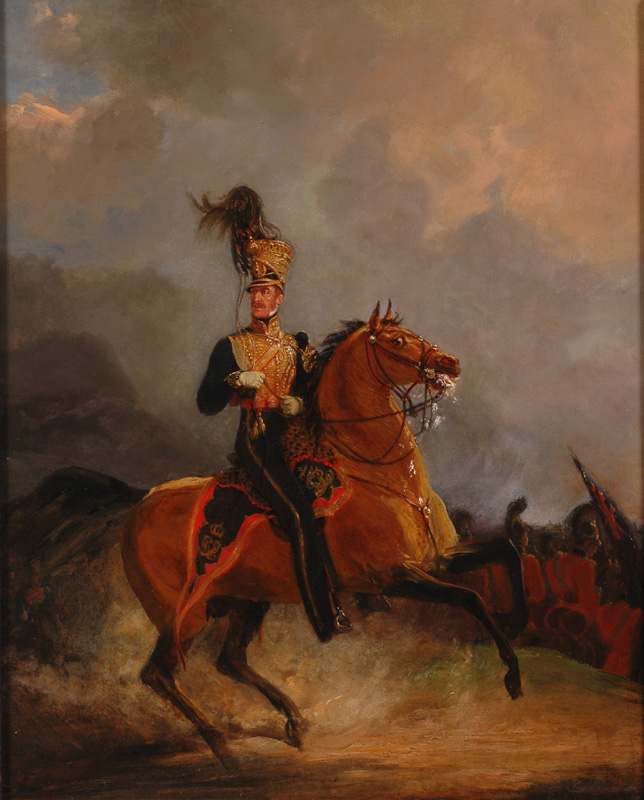
Lord Uxbridge pod Waterloo

Henry William Paget (ur. 17 maja 1768 w Londynie, zm. 29 kwietnia 1854 tamże) – brytyjski wojskowy i polityk, weteran wojen napoleońskich, dowódca kawalerii sprzymierzonych podczas kampanii 1815 r. i bitwy pod Waterloo, dwukrotnie Lord namiestnik Irlandii oraz generał artylerii w rządach George’a Canninga, lorda Godericha, księcia Wellington i lorda Johna Russella.

## Wczesne lata życia
Był najstarszym synem Henry’ego Pageta, 1. hrabiego Uxbridge, i Jane Champagné. Wykształcenie odebrał w Westminster School oraz w Christ Church na Uniwersytecie Oksfordzkim. Od 1784 r. nosił tytuł grzecznościowy „lorda Paget”. W 1790 r. został wybrany do Izby Gmin jako reprezentant okręgu Caernarfon. W latach 1796–1804 i 1806–1810 reprezentował Milborne Port.

## Kariera wojskowa
Po wybuchu wojny I Koalicji z rewolucyjną Francją, Paget zorganizował oddział ochotników z hrabstwa Staffordshire, który został przyjęty na służbę jako 80 pułk piechoty z Pagetem jako tymczasowym podpułkownikiem. Paget na czele swojego oddziału wziął udział w kampanii we Flandrii w 1794 r. Rok później został podpułkownikiem 16 pułku lansjerów Królowej. W 1796 r. otrzymał awans na stopień pułkownika, a w 1801 r. został pułkownikiem 7 pułku lekkich dragonów. W 1802 r. został awansowany do stopnia generała-majora. W 1808 r. został generałem-porucznikiem.
W 1808 r. Paget został dowódcą kawalerii podczas wyprawy generała Johna Moore’a do Hiszpanii. Mimo iż ekspedycja zakończyła się niepowodzeniem, Paget pokonał 21 grudnia 1808 r. dwa francuskie pułki kawalerii w potyczce pod Sahagún, a następnie osłaniał odwrót korpusu do La Coruny. Paget nie uczestniczył w kolejnych działaniach korpusu Wellingtona na półwyspie Iberyjskim z powodu swojego romansu z lady Charlotte Wellesley, żoną Henry’ego Wellesleya, brata głównodowodzącego w Hiszpanii. W tym okresie brał udział tylko w nieudanej wyprawie do Holandii w 1809 r.
Lord Paget był żonaty z lady Caroline Villiers, córką 4. hrabiego Jersey, którą poślubił w 1795 r. Miał z nią trzech synów i pięć córek. W 1809 r. rozwiódł się z żoną i rok później poślubił swoją kochankę, lady Charlotte Wellesley, która również w tym czasie rozwiodła się z mężem. Henry i Charlotte mieli razem trzech synów i trzy córki. Romans z lady Charlotte kosztował Pageta 24 000 funtów odszkodowania oraz pojedynek z bratem kochanki, kapitanem Cadoganem.
Po śmierci ojca w 1812 r. Paget odziedziczył tytuł 2. hrabiego Uxbridge i zasiadł w Izbie Lordów. W 1815 r. został dowódcą kawalerii w Belgii pod komendą księcia Wellington. Na początku kampanii 1815 r. Uxbridge otrzymał dowodzenie nad całą kawalerią i artylerią konną armii sprzymierzonych. Żołnierze Uxbridge’a osłaniali odwrót Brytyjczyków spod Quatre Bras do Waterloo. Podczas bitwy 18 czerwca Uxbridge poprowadził szarżę ciężkiej kawalerii na kolumnę generała D’Erlona. W ostatniej fazie bitwy kula armatnia trafiła go w nogę, którą trzeba było amputować. Uxbridge zwrócił się wówczas do Wellingtona: Jak widzę straciłem nogę!. Na co Wellington odpowiedział: Na Boga, panie, w rzeczy samej!.

## Dalsze lata
Pięć dni po bitwie pod Waterloo książę regent nadał Uxbridge’owi tytuł 1. markiza Anglesey. Dowódca kawalerii otrzymał również Krzyż Wielki Orderu Łaźni, rosyjski Order Świętego Jerzego i austriacki Order Marii Teresy. W 1818 r. został kawalerem Orderu Podwiązki. W 1819 r. otrzymał awans na stopień pełnego generała, a w 1821 r. był Lordem Wielkim Stewardem podczas koronacji Jerzego IV. Poparł króla w jego działaniach zmierzających do uzyskania rozwodu z królową Karoliną, przez co stał się niepopularny w społeczeństwie. Kiedy tłum namawiał Angleseya, żeby krzyknął Boże chroń Królową!, ten spełnił ich żądanie, ale zaraz dodał: Oby wasze żony były takie jak ona!.
W 1827 r. Anglesey został generałem artylerii i członkiem Tajnej Rady. Pozostał na tym stanowisku do marca 1828 r., kiedy to został lordem namiestnikiem Irlandii. W grudniu wystosował list do katolickiego prymasa Irlandii w których poparł emancypację katolików. Spowodowało to jego odwołanie ze stanowiska w 1829 r. Anglesey powrócił na to stanowisko w 1830 r., kiedy do władzy doszli wigowie lorda Greya. W 1833 r. podał się do dymisji. W latach 1846–1852 był generałem artylerii w administracji lorda Johna Russella.
Lord Anglesey przeszedł na emeryturę w marcu 1852 r. Od 1842 r. był pułkownikiem Royal Horse Guards. W 1846 r. otrzymał stopień marszałka polnego. Był także lordem namiestnikiem Anglesey (od 1812 r.) i Staffordshire (od 1849 r.). Zmarł w 1854 r. Tytuł parowski odziedziczył jego najstarszy syn, Henry.

## Odznaczenia
- Order Podwiązki (1818)[3]
- Krzyż Wielki Orderu Łaźni (1815)[3]
- Medal Złoty Półwyspu dwukrotnie[4]
- Medal Waterloo (1815)[4]
- Order Marii Teresy (Austria, 1815)[3]
- Order Świętego Jerzego (Rosja, 1815)[3]
- Order Wojskowy Wilhelma (Holandia, 1815)[5]
- Krzyż Wielki Orderu Gwelfów (Hanower, 1816)[3]

## Życie prywatne
25 lipca 1795 r. poślubił lady Caroline Villiers (16 grudnia 1774 – 16 czerwca 1835), córkę George’a Villiersa, 4. hrabiego Jersey, i Frances Twysden, córki Philipa Twysdena. Małżeństwo to zakończyło się rozwodem w 1809 r. Henry i Caroline mieli razem trzech synów i pięć córek:
- Augusta Paget (zm. 6 czerwca 1872), żona Arthura Chichestera, 1. barona Templemore, miała dzieci
- Caroline Paget (6 czerwca 1796 – 12 marca 1874), żona Charlesa Gordona-Lennoxa, 5. księcia Richmond, miała dzieci
- Henry Paget (6 lipca 1797 – 7 lutego 1869), 2. markiz Anglesey
- Jane Paget (13 października 1798 – 28 stycznia 1876), żona Francisa Conynghama, 2. markiza Conyngham, miała dzieci
- William Paget (1 marca 1803 – 17 maja 1863), ożenił się z Frances de Rottenburg, miał dzieci
- Georgina Paget (ok. 1809 – 9 listopada 1875), żona Edwarda Croftona, 2. barona Crofton, miała dzieci
- Arthur Paget (ok. 1809–11825)
- Agnes Paget (ok. 1809 – 9 października 1845), żona George’a Bynga, 2. hrabiego Strafford, miała dzieci

W 1810 r. poślubił lady Charlotte Wellesley, z domu Cadogan (11 lipca 1781 – 8 lipca 1853), byłą żonę Henry’ego Wellesleya, 1. barona Cowley, córkę Charlesa Cadogana, 1. hrabiego Cadogan, i Mary Churchill, córki pułkownika Charlesa Churchilla. Henry i Charlotte mieli razem trzech synów i trzy córki:
- Emily Paget (4 marca 1810 – 6 marca 1893), żona Johna Townshenda, 1. hrabiego Sydney, nie miała dzieci
- Clarence Edward Paget (17 czerwca 1811 – 22 marca 1895)
- Mary Paget (16 czerwca 1812 – 20 lutego 1859), żona Johna Montagu, 7. hrabiego Sandwich, miała dzieci
- Alfred Henry Paget (26 czerwca 1816 – 24 sierpnia 1888)
- George Augustus Frederick Paget (16 marca 1818 – 30 czerwca 1880)
- Adelaide Paget (styczeń 1820 – 21 sierpnia 1890), żona Fredericka Cadogana, miała dzieci

## Anglesey w kulturze
- Postać lorda Uxbridge’a pojawia się w filmie Waterloo z 1970 r. w reżyserii Siergieja Bondarczuka. W postać dowódcy alianckiej kawalerii wcielił się Terrence Alexander[6]
- Amputowana noga lorda Angleseya znajduje się w muzeum na polu bitwy pod Waterloo[1]